# Stor björkrullvivel
Björkrullvivel (Byctiscus betulae) är en skalbaggsart som först beskrevs av Carl von Linné 1758.  Stor björkrullvivel ingår i släktet Byctiscus, och familjen rullvivlar. Arten är reproducerande i Sverige.

## Bildgalleri

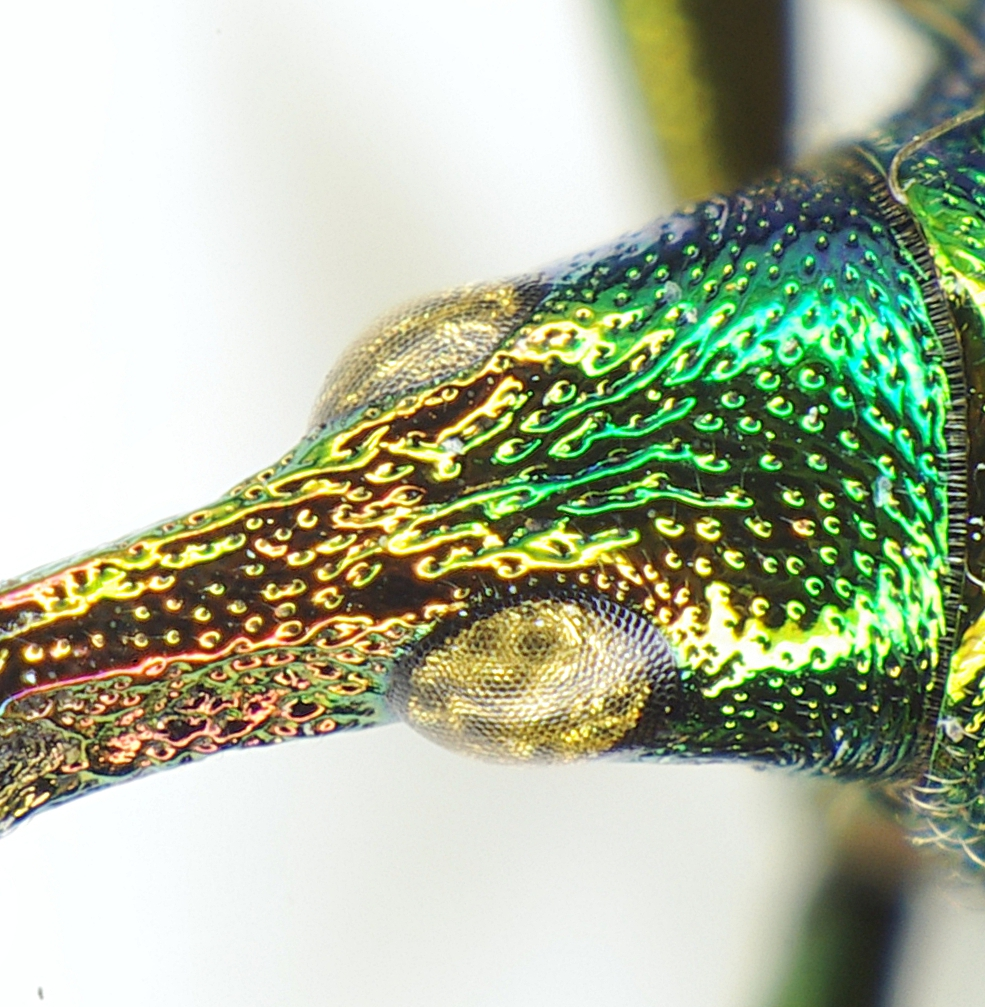
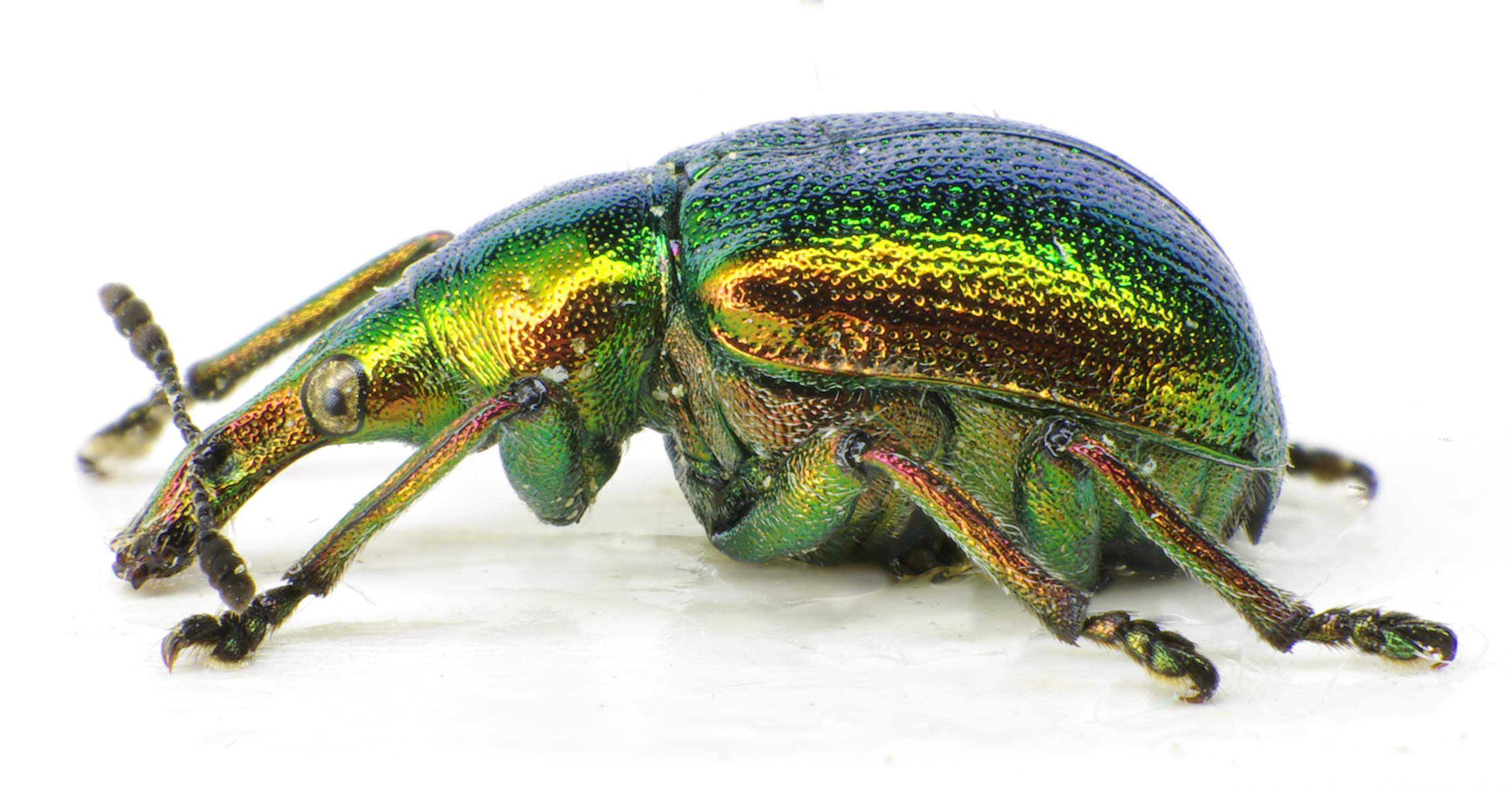
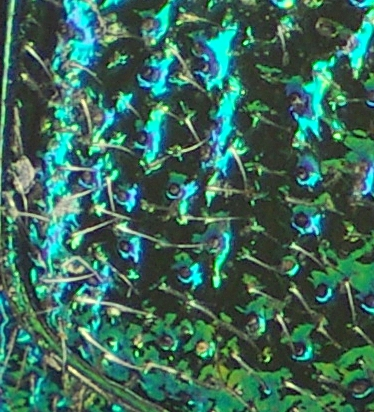
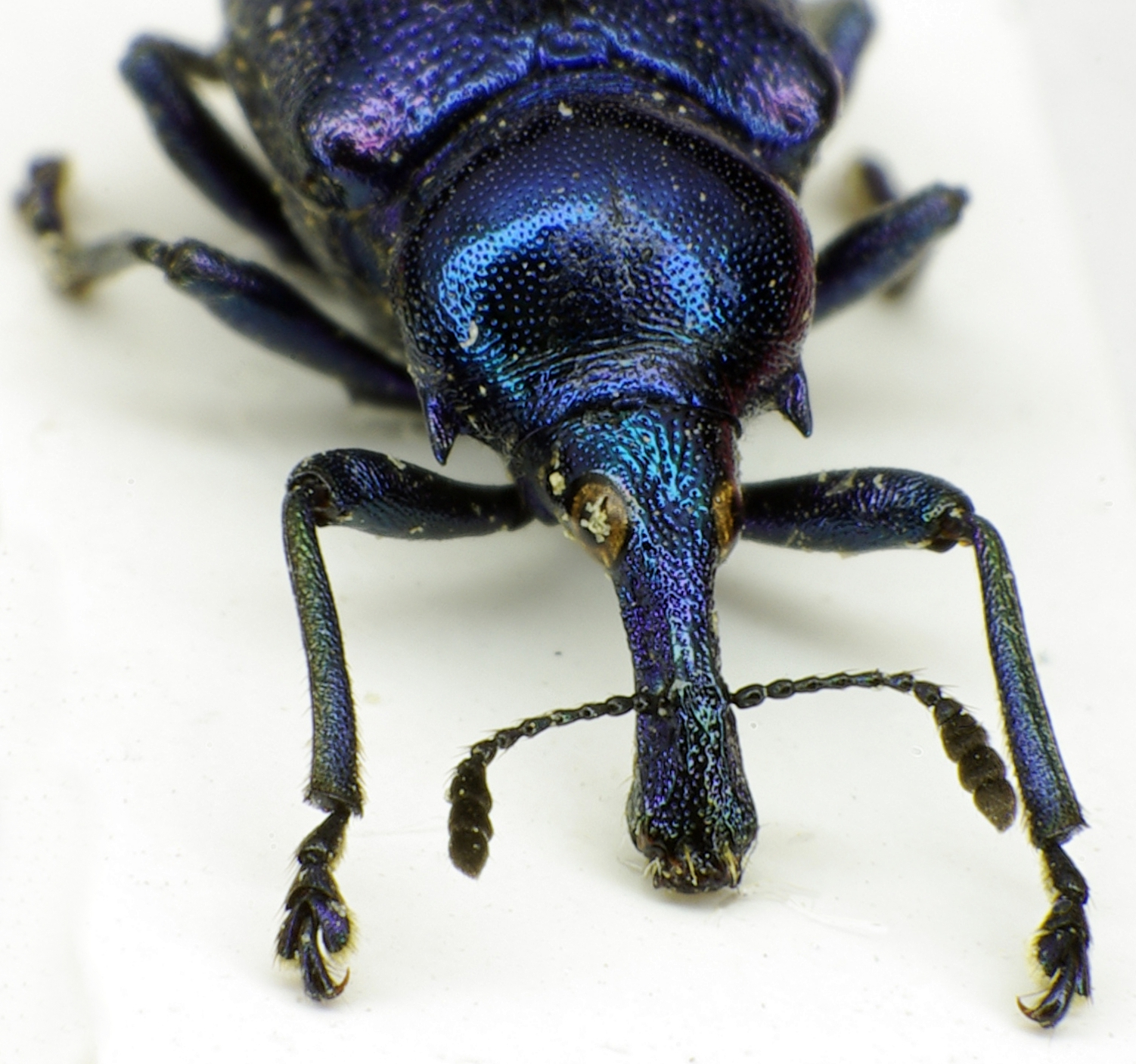
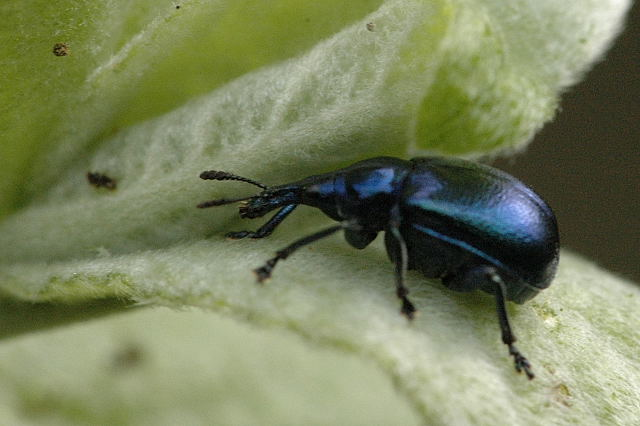
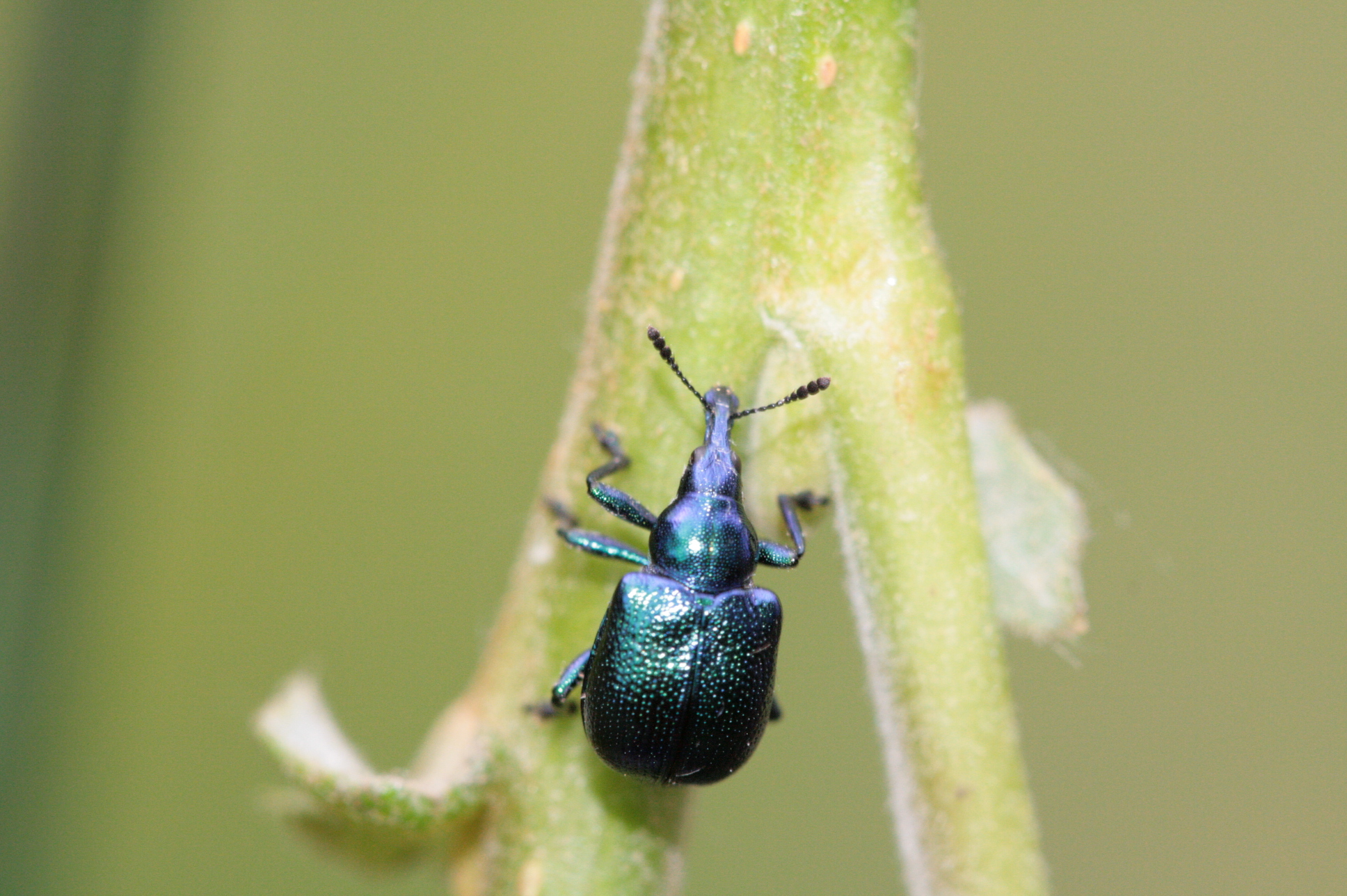